# Laguna Magdalena
A  Laguna Magdalena  é um lago localizado na Guatemala. Localiza-se no departamento de Huehuetenango, Município de Chiantla.